# 田村ゆかり LOVE LIVE *I Love Rabbit*
『田村ゆかり LOVE ♥ LIVE *I Love Rabbit*』（たむらゆかり ラブ ライブ アイ・ラブ・ラビット）は、田村ゆかりの映像作品として通算10作目にあたる。Blu-rayは通算4作目となる。2012年6月27日にキングレコードよりDVD版とBlu-ray版が同時リリースされた。

## 概要
2012年1月末より全国6ヶ所8公演で開催したライブツアー「田村ゆかり LOVE ♥ LIVE 2012 *I Love Rabbit*」の千秋楽である、2月26日の横浜アリーナ公演が収録されている。初回特典はBlu-rayのみで、スペシャルパッケージ仕様になっている。

## 演奏会場
- 愛知：名古屋市公会堂（2012年1月29日）
- 宮城：仙台サンプラザホール（2012年2月4日、5日）
- 奈良：なら100年会館（2012年2月11日）
- 大阪：グランキューブ大阪 メインホール（2012年2月12日）
- 福岡：福岡国際会議場 メインホール（2012年2月17日）
- 福岡：アルモニーサンク 北九州ソレイユホール（2012年2月19日）
- 神奈川：横浜アリーナ（2012年2月26日）

## 収録内容
-Prologue-
アイマイボーダー
Super Special Smiling Shy girl
ラブリィ レクチャー
MC1
太陽のイヴ
ラブサイン
ほんのり桜色
-Member Profile“Yukari Midnight Shop”-
Sympathy of Love
雨音はモノクローム
if
-Short Movie“レッツゴー！ヤングスターの星☆”-
AMBER～人魚の涙～
Black cherry
トラウマの耳たぶ
-Band Performance-
好き…でもリベンジ
ねぇ恋しちゃったかな
星屑スパイラル
-Short Movie“Σ／（°o ° ）＼”-
Heavenly Stars
MC2
滑空の果てのイノセント
この指とまれ
MERRY MERRY MERRY MENU…ね！
LOVE ME NOW!
fancy baby doll
MC3
真新しいカレンダー
<Encore>
Endless Story
MC4
You & Me
チアガール in my heart
-Epilogue-

### 映像特典
*I Love Rabbit* TOUR DOCUMENT